# John Park Finley
Pour les articles homonymes, voir Finley.
John Park Finley (1854-1943) est un météorologue américain et officier du Service des transmissions de l'armée qui fut la première personne à s'intéresser de près aux tornades et à proposer que la topographie des Grandes Plaines américaines était la plus propice à la rencontre de masses d'air très différentes qui contribue à leur formation. Il a également reconnu la présence d'un creux barométrique allongé en cas d'orages violents produisant les tornades.
Peut-être parce qu’il était météorologue militaire, plutôt qu'un scientifique, Finley n’est pas aussi connu que certains de ses contemporains, mais son corpus constitue une base solide sur laquelle les chercheurs purent s’appuyer par la suite : il a écrit le premier livre consacré à ce sujet ainsi que de nombreux autres manuels et brochures, recueilli de vastes données climatologiques et mis en place un réseau d'observateurs météorologiques à l'échelle nationale. Après sa retraite de l'Armée, il créa l'une des premières entreprises météorologiques privées, ouvrit une école de météorologie aéronautique et il fut l'un des fondateurs de l’American Meteorological Society.

## Biographie

### Formation et débuts
John Park Finley est né le 11 avril 1854 à Ann Arbor, dans le Michigan d'un père agriculteur prospère d'Ypsilanti. À la fin des années 1860 et au début des années 1870, il fréquenta le Michigan State Agricultural and Mechanical College, aujourd'hui l'université d'État du Michigan et obtint un baccalauréat en sciences en 1873, spécialisé dans les impacts du climat sur l'agriculture.
Après quelques années de travail à la ferme familiale et un cours de cycle supérieur à l’Université du Michigan, il s’engagea dans le Service des transmissions de l'armée en 1877. En dépit d’une longue liste de candidats pour la Division des télégrammes et des rapports au profit du commerce, nom officiel du service météorologique américain de 1870 à 1890, Finley réussit à y être admis le 8 mars 1877 grâce aux recommandations de ses supérieures et de professeurs de son alma mater,.
L’armée l'a alors affecté à l’école des transmissions à Fort Whipple en Virginie (maintenant Fort Myer), où il a reçu une formation en tactique militaire, en sciences de la signalisation et du télégraphe et en météorologie. Dans le cadre de ses études, Finley a appris à effectuer des observations météorologiques, à calculer et à encoder des données météorologiques, ainsi qu'à les télégraphier au bureau météorologique central du Service à Washington DC. Par la suite, il a été affecté à la station de transmissions de Philadelphie, en Pennsylvanie, en tant qu’assistant du sergent responsable de cette station où s'intéressa rapidement au mauvais temps, en particulier aux tornades. En 1878, il écrivit son premier article sur le sujet et le soumit à l'officier des transmissions mais ne fut jamais publié. Cleveland Abbe, qui deviendra le chef de l'US Weather Bureau, le citera plus tard devant un comité du Congrès des États-Unis en précisant que le manuscrit avait mystérieusement perdu.

### Études sur le terrain
Finley fut ensuite muté à Washington, où le service lui ordonna fréquemment de faire une enquête sur les dégâts causés par des tornades, souvent dans le Midwest américain. Sa première enquête se déroula en 1879,. Il interrogea alors les témoins oculaires afin de connaître les conditions météorologiques avant, pendant et après le passage de la tornade. En étudiant la configuration des dégâts comme la direction de la chute des arbres et les destructions aux bâtiments, il a déterminé la direction du vent a constaté que ceux qui n'étaient pas bien ancrés risquaient davantage d'être endommagés par les vents violents. À partir de ses analyses de données, Finley produisit un premier scénario météorologique général pour la formation de cette tornade : présence d'un dépression, d'un fort contraste de température et d'humidité entre la région au nord et celle au sud du système. Il publia ses conclusions dans une note technique en 1881 et recommanda de stationner des enquêteurs dans les stations météorologiques les plus propices de mai à juin car durant le long voyage depuis Washington, une bonne partie des dégâts avaient été enlevés ce qui rendait l'analyse plus hasardeuse,. Sa note fut mise sous le boisseau à cause d'erreurs typographiques mais fut finalement publiée en 1884 sous le titre de document professionnel numéro 7 du service des transmissions.
Finley publia un aussi un rapport d'étude climatologique de 600 tornades entre 1794 et la fin de 1881, la plus complète compilée à cette date,. Il était convaincu de pouvoir concevoir une méthode viable de prévision des tornades à partir de cette étude, et les officiers du Service le pensaient aussi, et en 1882, quand Finley renouvela son engagement militaire comme sergent, il reçut mission de mettre à l'essai ses idées. Il déménagea à Kansas City (Missouri) pour la saison des tornades et prit contact avec des observateurs locaux pour avoir un accès plus rapide aux sites dévastés.

### Développement théorique
De retour à Washington à l’automne 1882, Finley s’inscrivit aux études supérieures de l’Université Johns Hopkins et se maria en novembre. Surmené par des études, ses recherches et son mariage, il fut admis dans un hôpital de l’armée en fin d’année. Abandonnant ses études supérieures et transféré au bureau du service de transmissions de Détroit, Finley s'était rétabli. En janvier 1884, il rentra à Washington à un nouveau poste comme responsable des transmissions du programme d'étude des tornades. Traitant plusieurs centaines de comptes rendus de tornades, il put tracer une carte plus précise des événements dont les 60 tornades du 19 février 1884 qui frappèrent le sud-est du pays, faisant environ 800 morts.
À partir du 10 mars 1884, Finley commença à produire des prévisions expérimentales interne au service météo de conditions favorables au développement de tornades, basées sur une analyse de la carte météorologique de surface du matin, complétées par des données climatologiques. Au début, deux prévisions par jour étaient émises, mais à partir de la fin avril et jusqu'en juillet, une seule prévision par jour était donnée. Ses 6 règles initiales de prévision de tornades furent publiées dans un article de 1884 de la revue Science et portaient essentiellement à repérer dans le quadrant sud à sud-est d'une zone dépressionnaire la région ayant les températures les plus chaudes et le point de rosée le plus élevé à l'avant d'un creux barométrique orienté nord-est à sud-ouest Pour ses prévisions, il divisait le pays à l'est du 105e degré de longitude Ouest en un certain nombre de régions et décidait dans lesquelles selon ses règles pouvaient se développer une tornade.
En juillet 1884, Finley devint sous-lieutenant et fut envoyé à Fort Myers pour un complément d'instruction sur la signalisation militaire et un cours de météorologie avancée destiné aux officiers. En février 1885, il fut chargé d'inspecter les stations du service des transmissions dans tout le pays et des performances des observateurs météorologiques locaux. Il en profita pour disséminer le résultat de ses recherches dans le bureau du service météo et recruter de nouveaux observateurs volontaires. Ses premières prévisions ne furent pas diffusées au public mais en 1885, elles furent incluses dans la prévision quotidienne, mentionnant seulement le risque d'orages violents, sans mention de tornades, car ses patrons ne trouvaient pas sa technique assez fiable pour être si spécifique.
Il affina ensuite les règles pour les porter à 15, introduisant la climatologie des tornades de la zone potentielle, la courbure des isothermes, la progression lente du système dépressionnaire et la présence d'un fort anticyclone derrière le creux barométrique. Finley les publia en 1888 dans un article de l’American Meteorological Journal,. Ces règles sont les premières à être utilisées pour de la détermination des zones à risque pour la prévision des orages violents.
Finley compara l’occurrence de tornades par rapport à ses prévisions de mai à juillet et obtint de bons résultats mais ses critiques mentionnèrent que les zones visées étaient très larges et donc peu précises pour un avertissement, certaines climatologiquement faciles à prédire et que certains événements notés étaient plutôt des vents violents associés à ce qui serait plus tard appelé des rafales descendantes ou des derechos. Cette querelle sur la vérification, appelée l'« Affaire Finley », mena à la définition de méthodes de vérification des événements et prévisions météorologiques.
Un de ses principaux critiques des règles de Finley proprement dites fut H. A. Hazen, un scientifique civil du service météo.

### Changements
De 1884 à 1886, le Congrès débattit du transfert de la responsabilité du service météorologique de l'Armée vers un service civil. Finley témoigna à la commission étudiant ce sujet et encouru l'ire de ses supérieurs par la description de son horaire très chargé (17 heures par jour pour la recherche et la prévision). Il fut alors réassigné à Washington et dut travailler seulement sur les rapports transmis à ce bureau central au lieu de participer aux enquêtes directement. Tôt en 1886, il fut même transféré aux archives et au contrôle de qualité des observations régulières. En novembre 1886, le général Hazen, directeur du service météo, assigna temporairement Finley au commandement de la station de signalisation de la ville de New York où il aida les agences maritimes à fournir des avertissements aux marins mais retourna à Washington en décembre.
En 1887, à la suite d'une coupure de budget et de luttes internes, le projet sur les tornades fut transformé en un centre de compilation des événements et les prévisions cessèrent. En janvier 1889, l'Ordre des transmissions ordonna l'ordre général n° 2 de ne pas qualifier un événement de tornade « à moins qu'un nuage bien défini, en forme d'entonnoir, soit suspendu, accompagné de vents tournants ». N'étant plus chargé de faire des prévisions, Finley s'attela alors à un livre compilant ses observations et ses recommandations Tornadoes: What They Are and How to Observe Them; with Practical Suggestions for the Protection of Life and Property (Tornades : Ce qu'elles sont et comment les observer avec des suggestions pratiques pour la protection des biens et des vies). Les suggestions contenues dans ce livre sont encore aujourd'hui celle qui sont recommandées par les services météorologiques, comme aller se réfugier au sous-sol, mais la huitième qui dit de ne se pas réfugier près du coin nord-est d'un bâtiment s'est révélé un mythe météorologique dangereux,.

### Travaux postérieurs

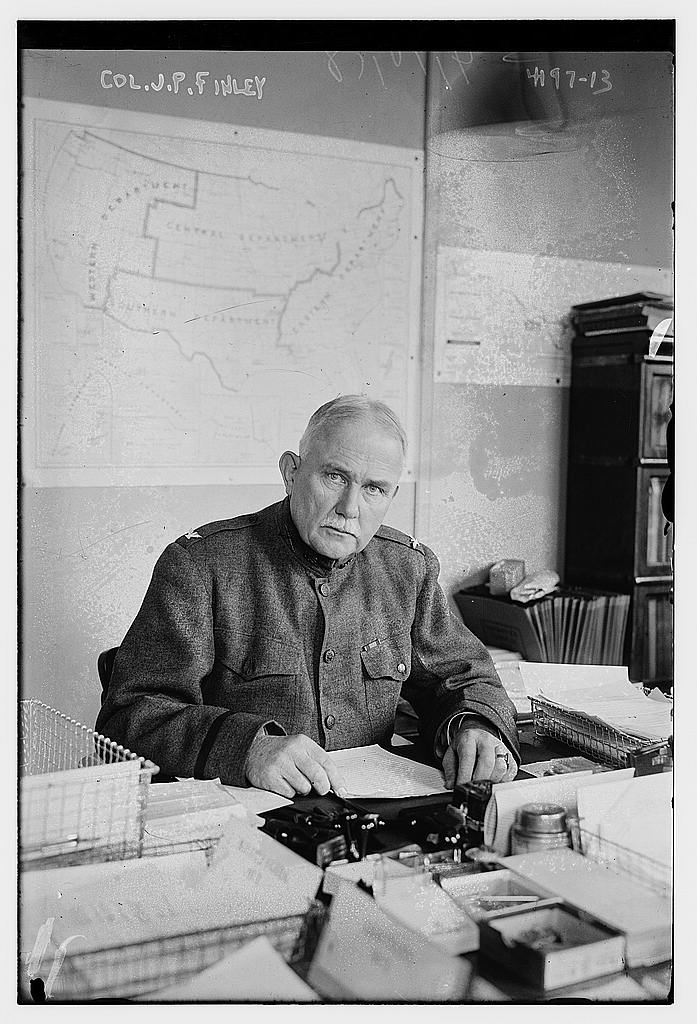
Colonel John Finley à son bureau en 1917.

Finley demeura aux commandes de la division des archives jusqu'en juin 1889, date à laquelle il fut affecté au bureau des transmissions de Boston, dans le Massachusetts. C'est à ce moment qu'il a appris qu'il avait remporté le premier prix du American Meteorological Journal dans le cadre d'un concours ouvert pour des articles à propos de tornade. En mai 1890, il fut envoyé à la tête du nouveau bureau de prévision météorologique de San Francisco. Son nom était déjà familier sur la côte du Pacifique à la suite de ses travaux et sa réputation augmenta auprès de la presse grâce aux bonnes prévisions quotidiennes du bureau sous sa direction.
Cependant, Finley se disputa avec ses supérieurs à propos de son avancement militaire et sur les évaluations de son rendement. Il fut finalement promu lieutenant et demeura au bureau de prévision de San Francisco jusqu'en octobre 1891, date à laquelle il fut relevé de ses fonctions par le premier chef du service civil, Weather Service, nouvellement formé. Il retourna alors à Washington pendant six mois pour le Weather Bureau, où il produisit un rapport spécial sur le climat des Dakota pour le Congrès et qui fut publié en 1893. Ce fut le dernier bulletin officiel publié par Finley pour le gouvernement.
Finley retourna ensuite à San Francisco en tant que l'un des deux officiers de l'armée affectés au service météorologique désormais civil. Il y resta jusqu'en octobre 1892, date à laquelle il fut invité à rejoindre son régiment, le 9e d'infanterie américaine, à Fort Ontario, dans l'État de New York ce qui mit a officiellement fin à sa carrière météorologique militaire. En mars 1903, il fut ensuite envoyé outre-mer aux Philippines à Mindanao, nommé gouverneur du district à Zamboanga et avait pour tâche de maîtriser les indigènes Moros en guerre avec les Américains. 
Finley fut promu major en décembre 1907 et lieutenant-colonel en juillet 1913. On lui ordonna alors de rentrer à Manille où il restera jusqu'en septembre 1914. Finley retourna ensuite à Fort Niagara, New York et fut promu colonel en juillet 1916. En avril 1918, le colonel John Park Finley prit sa retraite après 41 ans de service militaire à l'âge de 64 ans.
Au cours de ces années militaires, Finley maintint son intérêt pour la météorologie. En 1909, il publia un glossaire météorologique dans le Monthly Weather Review en anglais, en espagnol, en malais et dans deux dialectes moro. Il s'est également intéressé aux typhons et à la mousson alors qu'il était en poste dans le Pacifique.

### Fin de carrière
Après sa retraite, Finley a repris le travail météorologique à plein temps et devint l'un des premiers météorologues consultants privés dans le monde, formant le National Storm Insurance Bureau à New York en 1920,. Comme consultant, Finley a fourni aux souscripteurs d’assurances une évaluation des risques liés aux tornades, vents violents et à la grêle à travers le pays. Il a aussi continué à écrire et à donner des conférences sur ses nombreux sujets d'intérêt et est devenu une autorité de premier plan dans le domaine de l'assurance contre les intempéries. Finley est un des membres fondateurs de l’American Meteorological Society en fut élu Fellow.
Vers la fin des années 1920, Finley s'intéressa à la météorologie aéronautique et produisit de nombreuses enquêtes météorologiques à la suite d'accidents aéronautiques. En 1932, Finley, âgé de 78 ans, rentra au Michigan où il ouvrit la National Weather and Aviation School à Ann Arbor,. Il y enseigna la météorologie théorique et appliquée ainsi que la climatologie. Finley a continué à enseigner à l'école jusqu'à l'âge de 85 ans lorsqu'il a pris sa retraite pour de bon en 1939.
John Park Finley est décédé à l'Hôpital Percy Jones de Battle Creek, dans le Michigan, le 24 novembre 1943 à l'âge de 89 ans. Il laissait dans le deuil ses deux filles de sa première épouse épouse Julia, décédée durant les années 1930, et de sa deuxième épouse Flora C. Finley.